# 宇佐見紗風
宇佐見 紗風（うさみ すずか、9月12日 - ）は、埼玉県出身のスーツアクター、アクション女優。ジャパンアクションエンタープライズ所属（49期生）。

## 人物
身長164cm。体重48.9kg。血液型A型。
特技は剣道二段、合気道二段。
一部作品では「宇佐美紗風」と誤記されている。

## 出演作品

### テレビドラマ
- 絶対零度〜未然犯罪潜入捜査〜（2020年、フジテレビ)
- 日曜ドラマ / 美食探偵 明智五郎（2020年、日本テレビ）
- 日曜劇場 / 危険なビーナス（2020年、TBS）
- 土曜プレミアム / 死との約束（2021年、フジテレビ）
- 水曜ドラマ / ハコヅメ〜たたかう!交番女子〜（2021年、日本テレビ）
- 文豪少年!〜ジャニーズJr.で名作を読み解いた〜（2021年、WOWOW）
- ドクターホワイト（2022年、カンテレ）

### テレビ番組
- 沸騰ワード10（2020年、日本テレビ）

### 特撮
※全てテレビ朝日放送
- 仮面ライダーシリーズ
  - 仮面ライダーゼロワン（2019年 - 2020年）
  - 仮面ライダーセイバー（2020年 - 2021年）
  - 仮面ライダーリバイス（2021年 - 2022年） - ギフデモス（朱美）
  - 仮面ライダーギーツ（2022年 - 2023年） - 仮面ライダーロポ（17）
  - 仮面ライダーガッチャード（2023年 - 2024年）
  - 仮面ライダーガヴ（2024年 - ） - グロッタ・ストマック、エージェント
- スーパー戦隊シリーズ
  - 騎士竜戦隊リュウソウジャー（2019年 - 2020年）
  - 魔進戦隊キラメイジャー（2020年 - 2021年）
  - 機界戦隊ゼンカイジャー（2021年 - 2022年） -
  - 暴太郎戦隊ドンブラザーズ（2022年 - 2023年） - 夏美（吹き替え）（36）
  - 王様戦隊キングオージャー（2023年 - 2024年）
  - 爆上戦隊ブンブンジャー（2024年 - 2025年）
  - ナンバーワン戦隊ゴジュウジャー（2025年 - ）

### 映画
※全て東映配給作品
- 仮面ライダーシリーズ
  - 仮面ライダー 令和 ザ・ファースト・ジェネレーション（2019年）
  - 劇場版 仮面ライダーゼロワン REAL×TIME（2020年）
  - 劇場短編 仮面ライダーセイバー 不死鳥の剣士と破滅の本（2020年）
  - セイバー+ゼンカイジャー スーパーヒーロー戦記（2021年）
  - 仮面ライダー ビヨンド・ジェネレーションズ（2021年）
  - 劇場版 仮面ライダーリバイス バトルファミリア（2022年） - 蛇女ラブコフ
  - 仮面ライダーギーツ×リバイス MOVIEバトルロワイヤル（2022年）
  - 仮面ライダー THE WINTER MOVIE ガッチャード&ギーツ 最強ケミー★ガッチャ大作戦（2023年）
- スーパー戦隊シリーズ
  - 劇場版 騎士竜戦隊リュウソウジャーVSルパンレンジャーVSパトレンジャー（2020年）
  - 魔進戦隊キラメイジャー エピソードZERO（2020年）
  - 機界戦隊ゼンカイジャー THE MOVIE 赤い戦い! オール戦隊大集会!!（2021年）
  - 暴太郎戦隊ドンブラザーズ THE MOVIE 新・初恋ヒーロー（2022年）
  - 爆上戦隊ブンブンジャー 劇場BOON! プロミス・ザ・サーキット（2024年）
- BAD LANDS バッド・ランズ（2023年）

### オリジナルビデオ
- 仮面ライダーシリーズ（東映ビデオ）
  - 仮面ライダージオウ NEXT TIME ゲイツ、マジェスティ（2020年）
  - リバイスForward 仮面ライダーライブ&エビル&デモンズ（2023年）
- Vシネクスト（東映Vシネマ）
  - 仮面ライダーシリーズ
    - ゼロワン Others（2021年）
      - 仮面ライダー滅亡迅雷
      - 仮面ライダーバルカン&バルキリー

  - スーパー戦隊シリーズ
    - 機界戦隊ゼンカイジャーVSキラメイジャーVSセンパイジャー（2022年）
    - 王様戦隊キングオージャーVSドンブラザーズ（2024年）
- 忍風戦隊ハリケンジャーでござる! シュシュッと20th Anniversary（2023年、東映ビデオ）

### ネットムービー
- 彼女（2021年、Netflix）
- 機界戦隊ゼンカイジャー スピンオフ ゼンカイレッド大紹介!（2021年、TELASA）
- 仮面ライダーシリーズ
  - 仮面ライダーゲンムズ -ザ・プレジデンツ-（2021年、東映特撮ファンクラブ）
  - 仮面ライダーセイバー×ゴースト（2021年、東映特撮ファンクラブ）
  - 仮面ライダースペクター×ブレイズ（2021年、東映特撮ファンクラブ）
  - 仮面ライダーリバイス The Mystery（2022年、TELASA）
  - 仮面ライダーBLACK SUN（2022年、Amazon Prime Video）
  - リバイスレガシー 仮面ライダーベイル（2022年、東映特撮ファンクラブ）
  - 仮面ライダージャンヌ&仮面ライダーアギレラ withガールズリミックス（2022年、東映特撮ファンクラブ） - 仮面ライダーサーベラ
  - 仮面ライダーセイバースピンオフ 仮面ライダーサーベラ&仮面ライダーデュランダル（2022年、東映特撮ファンクラブ）
  - 仮面ライダーアウトサイダーズ ep.1、ep.2（2022年、東映特撮ファンクラブ）
  - 仮面ライダージュウガVS仮面ライダーオルテカ（2023年、東映特撮ファンクラブ）
  - 仮面ライダー 令和のゴージャス運動会（2024年、東映特撮ファンクラブ・YouTube） - 仮面ライダーロポ
- ショートムービー「C'est LA VIE / NEC LAVIE」（2022年、YouTube）
- Fischer’s -フィッシャーズ- 「大漁戦団サカナンジャー」（2022年、YouTube） - ハリケンブルー

### 舞台
- シン演劇・デビルマンレディー（2020年、東京ドームシティホテル）

### イベント
- 機界戦隊ゼンカイジャーショー（2021年、シアターGロッソ）